# Sipanea
Simira  es un género con 49 especies de plantas con flores perteneciente a la familia de las rubiáceas.
Es nativo de  Suramérica.

## Especies seleccionadas
- Sipanea ayangannensis Steyerm. (1967).
- Sipanea biflora (L.f.) Cham. & Schltdl. (1829).
- Sipanea brasiliensis Wernham (1917).
- Sipanea carnea Neumann (1844).
- Sipanea carrenoi Steyerm. (1984).